# Пожар на поезде в Йокогаме (1951)
Пожар на поезде в Йокогаме произошёл 24 апреля 1951 года на Линии Кэйхин (ныне часть Линии Нэгиси), когда на поезде 63 серии при подъезде к станции Сакурагитё произошло короткое замыкание вследствие удара о болтающийся контактный провод. Начался пожар, унёсший жизни 106 человек и ранивший 92.

## Катастрофа
В день катастрофы техническая бригада меняла изоляторы на подвесных проводах. В 13:38 один из проводов был случайно перерезан. 4 минуты спустя 5-вагонный состав MoHa 63 серии, подъезжая к Иокогаме, сменил путь за 50 метров от Сакургитё, но пантограф первого вагона запутался в подвесном проводе. Машинист пытался опустить пантограф, однако он упал и ударил деревянный вагон сбоку, вызвав искры, которые привели к возгоранию крыши. Пожар быстро распространился по всему вагону.
Двери первого вагона управлялись электрическим переключателем и не открывались вручную. Во втором вагоне двери открывались только внутрь, сдерживая паникующую толпу пассажиров. Окна были слишком малы, поскольку составы 63 серии были разработаны во время войны и предполагали такие меры сокращения стоимости производства, как трёхпанельные окна, в которых можно было открыть только верхнюю и нижнюю панель. Пассажиры оказались заперты внутри; первый вагон, построенный вскоре после войны из легковоспламеняющихся материалов, был уничтожен огнём через 10 минут. Погибло 106 человек и 92 было ранено.

## Реакция
Отчёт о расследовании привёл к увеличению мер противопожарной безопасности на составах такого типа и появлению сквозных переходов между вагонами. Несмотря на то, что электрически управляемые двери имели ручной переключатель под пассажирскими сиденьями, их нельзя было найти из-за отсутствия опознавательных признаков. После катастрофы указатели стали красными.
Катастрофа привела к отставке Хидэо Симы, который на тот момент был директором отдела по подвижным составам. Позднее Сима принял участие в создании первого синкансэна в 1955 году.